# La prova del fuoco
La prova del fuoco (The Red Badge of Courage) è un film del 1951 ambientato durante la guerra civile americana; diretto da John Huston, tratto dal romanzo Il segno rosso del coraggio di Stephen Crane.

## Produzione
La realizzazione del film è stata raccontata da Lillian Ross nel libro Picture: processo a Hollywood.